# James Blunt
Pour les articles homonymes, voir Blunt.
James Blunt, de son vrai nom James Hillier Blount né le 22 février 1974 à Tidworth dans le Wiltshire en Angleterre, est un auteur-compositeur-interprète, guitariste et comédien britannique, reconnaissable à sa voix de ténor léger.

## Biographie

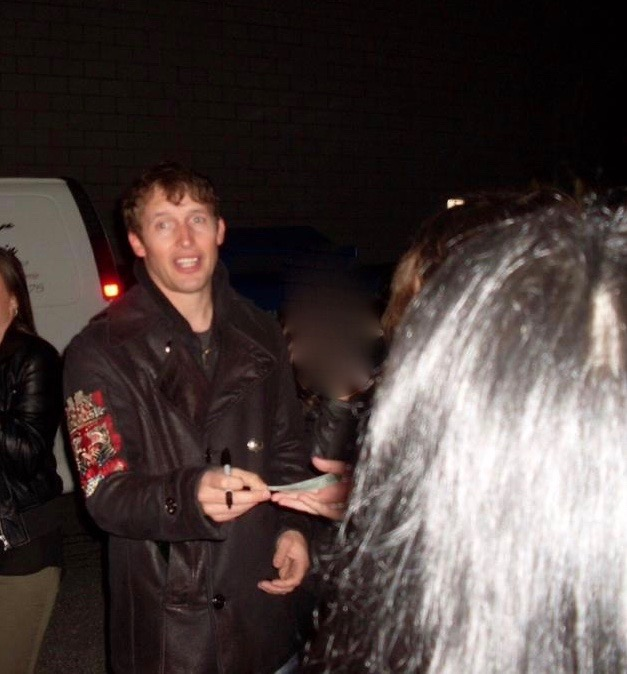
James Blunt signant un autographe à la fin de son spectacle à la Salle Maurice O'Bready de l'Université de Sherbrooke.

Né à Tidworth, dans le Wiltshire au sud-ouest de l'Angleterre, Blunt est l'aîné d'une fratrie de trois. Il commence l'étude du violon et du piano à 7 ans, puis de la guitare électrique à 14 ans. Issu d'une famille aristocratique de militaires de père en fils, et ce depuis des générations, James ne déroge pas à la règle. Après avoir suivi des études dans l'aérospatiale et la sociologie à l'université de Bristol, il s'engage dans le régiment Life Guards de l'armée britannique où il atteint le grade de capitaine. Il participe à la mission de paix de l'ONU en ex-Yougoslavie.
Durant son séjour au Kosovo, il prend conscience de son intérêt pour la musique et compose la chanson No Bravery qui raconte son expérience de la guerre. Par ailleurs, en 1999, engagé dans l'OTAN au Kosovo, il s'oppose  à l'ordre du général américain Wesley Clark d'attaquer l'aéroport de Pristina, contrôlé par environ 200 soldats russes, car il imaginait que cela aurait des répercussions politiques terribles au niveau international.
Il quitte l'armée en 2002 et se consacre pleinement à sa passion. James Blunt donne son premier concert à Water Rats à Londres. En 2003, il part pour l'Amérique du Nord, où il loge chez Carrie Fisher, et y donne sa toute première prestation publique en Amérique à Montréal, au Café Campus, devant une trentaine de spectateurs. C'est en 2004 qu'il enregistre son premier album, Back to Bedlam. James Blunt parvient en 10 titres à séduire un large public. Le single You're Beautiful est numéro un dans de nombreux pays. Sa chanson No Bravery, inspirée des horreurs qu'il a vues au Kosovo, est le troisième single.

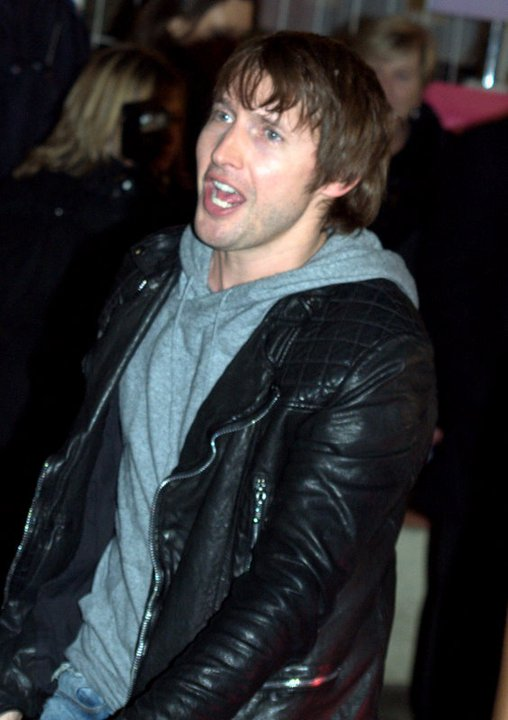
James Blunt à Cannes, aux NRJ Music Awards 2011.

Début 2006, il remporte le NRJ Music Awards de la révélation internationale de l'année et entame une tournée mondiale. Il reçoit d'autres prix dans de nombreux pays (MTV Music Awards, Brit Awards, Echo Awards…). En 2009, il devient le premier Britannique, depuis Elton John neuf ans plus tôt, à s'emparer de la première place des ventes aux États-Unis. En 2006, James Blunt participe au mouvement anti-guerre (LIVING WITH WAR TODAY) fondé par Neil Young, aux côtés d'artistes comme System of a Down, Esther Galil, P!nk, ou encore Shakira.
Il a participé au Live Earth à Londres en 2007. En septembre de la même année, il sort son second disque, All the Lost Souls. James Blunt est samplé sur le troisième album de Sinik, Le Toit du monde, dans la chanson Je réalise.
Au cours des années 2007 et 2008, Blunt effectue sa deuxième tournée mondiale, comprenant une représentation à l'O2 Arena de Londres. En juillet et août 2008, il accompagne Sheryl Crow lors d'une tournée de 25 dates avec Toots and the Maytals.

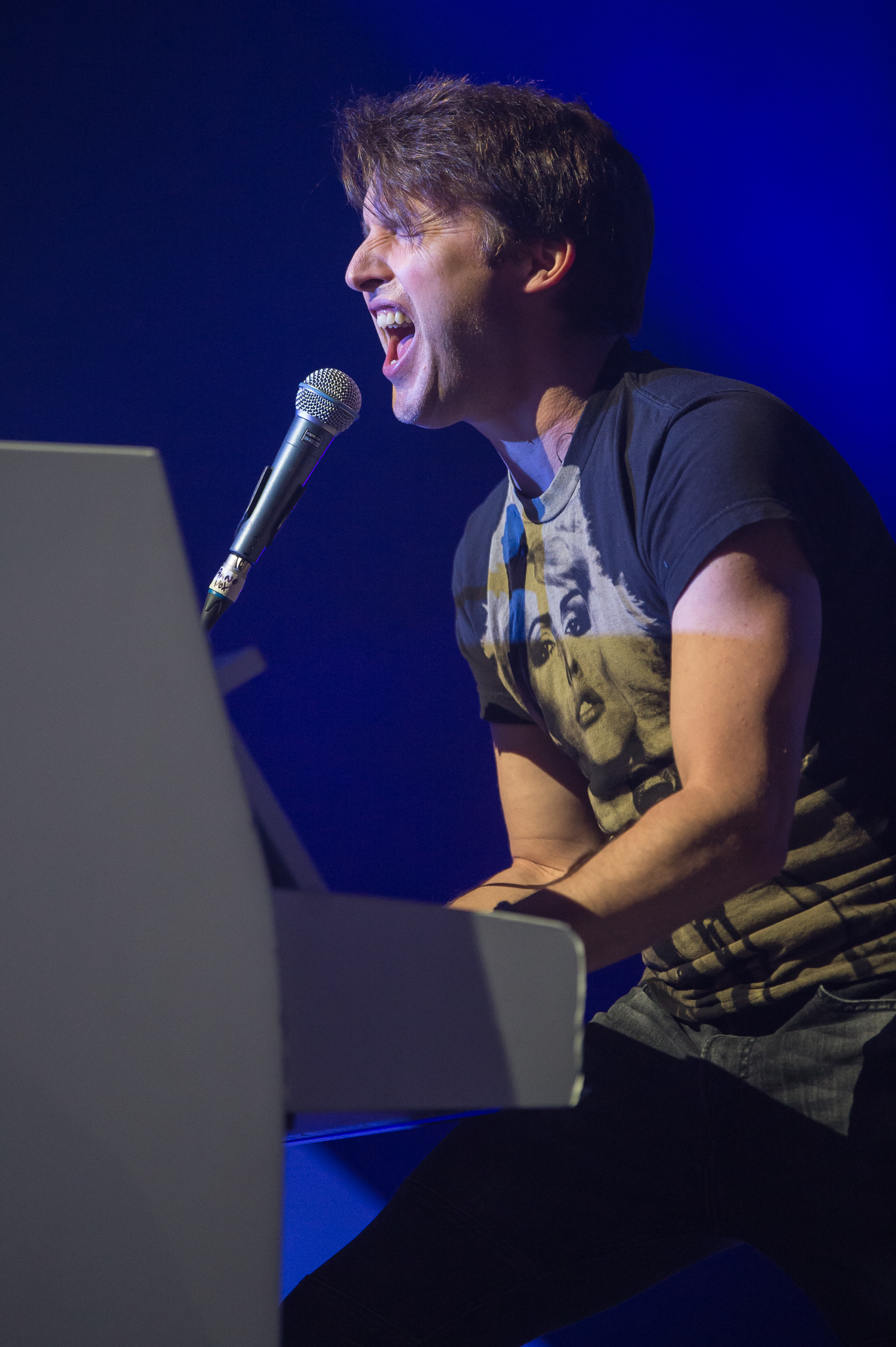
James Blunt en concert à Nuremberg le 28 octobre 2017.

Son troisième album Some Kind of Trouble, dans lequel il cite Bob Marley, paraît le 8 novembre 2010.
James Blunt enregistre un quatrième album qui paraît le 18 octobre 2013, sous le titre Moon Landing. En mai 2017, il fait une chanson en collaboration avec le DJ allemand Robin Schulz avec la chanson OK.
Le 17 mars 2017 est publié son cinquième album The Afterlove.
Le 25 octobre 2019, il sort son sixième album : Once Upon A Mind.
Le 27 octobre 2023, il sort son septième album : Who we used to be

## Vie privée
Le 6 septembre 2014, James Blunt a épousé Alexandrina « Sofia » Wellesley, fille de Lord et Lady John Henry Wellesley, et petite-fille du 8e duc de Wellington.
James Blunt a choisi d'établir sa résidence fiscale dans le village suisse de Verbier, dans le canton du Valais. Verbier comptait déjà de nombreuses célébrités qui y ont établi leur résidence secondaire : la chanteuse Diana Ross ou encore l'actrice Marthe Keller. Néanmoins, son domicile habituel est à Ibiza. A Londres, il possède, avec quelques associés et amis, un pub très fréquenté, situé dans les quartiers sud-ouest de la capitale britannique.
Le 1er août 2021, il confie avoir contracté la Covid-19 dont le traitement aux stéroïdes lui aurait affecté la voix.

## Discographie

### Albums studio
- 2004 : Back to Bedlam
- 2007 : All the Lost Souls
- 2010 : Some Kind of Trouble
- 2013 : Moon Landing
- 2017 : The Afterlove
- 2019 : Once Upon A Mind
- 2023 : Who We Used to Be

## Récompenses
- 2005 : MTV Europe Music Awards - Best New Act
- 2005 : Q Awards - Best New Act
- 2005 : Digital Music Awards - Best Pop Act
- 2006 : NRJ Music Awards - Best International Newcomer
- 2006 : Brit Awards - Best Pop Act, Best British Male
- 2006 : Echo - Newcomer International
- 2007 : Grammy Awards - Best Dressed Couple for James and his wife
- 2007 : Brit Awards - Record the most waited of the year
- 2007 : Grammy Awards - Best song of the year for High

## Records
- Le premier album Back to Bedlam détient le record du premier album le plus vendu au Royaume-Uni sur un an, en 2005, avec 2 368 000 exemplaires[14].
- James Blunt s'est envolé dans les airs pour un concert de haut vol. En effet, il s'est produit dans un avion volant à plus de 42 000 pieds (soit plus de 12 000 mètres). Il bat alors haut la main l'ancien recordman, Jay Kay, chanteur de Jamiroquaï, qui avait chanté à 35 000 pieds en 2007.